# Tamaki Serizawa
Tamaki Serizawa (芹沢太麻樹?, Serizawa Tamaki; Saitama, 28 settembre 1972) è un pilota motociclistico giapponese, ritiratosi dall'attività agonistica.

## Carriera
Ha svolto in passato per la Suzuki ed in seguito per la Kawasaki prevalentemente il ruolo di collaudatore, salvo iscriversi sporadicamente a qualche gran premio come wild card.
Dal 1995 al 2001 partecipa al mondiale Superbike solo al gran premio stagionale in Giappone e sempre come wild card. In sette stagioni partecipa solo a quattordici gare ottenendo un podio nel 2001.
Nel 2003 ha partecipato a due gran premi (quelli del Giappone e del Pacifico) in MotoGP con la MD211VF Proto del team Moriwaki Racing come wild card, classificandosi 19º e 18º nelle due gare e non ottenendo di conseguenza punti validi per la classifica mondiale.
Nel 2010 disputa la prova conclusiva del campionato giapponese Superbike a Suzuka: termina le 2 gare al 7º e 8º posto con la Kawasaki del team Trick Star.

## Risultati in gara

### Campionato mondiale Superbike
| 1995 | Moto   |  |  |  |  |  |  |  |  |  |  |  |  |  |  |  |  |    |    |  |  |  |  |  |  |  |  | Punti | Pos. |
| ---- | ------ |  |  |  |  |  |  |  |  |  |  |  |  |  |  |  |  | -- | -- |  |  |  |  |  |  |  |  | ----- | ---- |
| 1995 | Suzuki |  |  |  |  |  |  |  |  |  |  |  |  |  |  |  |  | 23 | 26 |  |  |  |  |  |  |  |  | 0     |      |

| 1996 | Moto   |  |  |  |  |  |  |  |  |  |  |  |  |  |  |  |  |    |    |  |  |  |  |  |  |  |  | Punti | Pos. |
| ---- | ------ |  |  |  |  |  |  |  |  |  |  |  |  |  |  |  |  | -- | -- |  |  |  |  |  |  |  |  | ----- | ---- |
| 1996 | Suzuki |  |  |  |  |  |  |  |  |  |  |  |  |  |  |  |  | 15 | 15 |  |  |  |  |  |  |  |  | 2     | 52º  |

| 1997 | Moto   |  |  |  |  |  |  |  |  |  |  |  |  |  |  |  |  |  |  |  |  |   |   |  |  |  |  | Punti | Pos. |
| ---- | ------ |  |  |  |  |  |  |  |  |  |  |  |  |  |  |  |  |  |  |  |  | - | - |  |  |  |  | ----- | ---- |
| 1997 | Suzuki |  |  |  |  |  |  |  |  |  |  |  |  |  |  |  |  |  |  |  |  | 9 | 6 |  |  |  |  | 17    | 27º  |

| 1998 | Moto     |  |  |  |  |  |  |  |  |  |  |  |  |  |  |  |  |  |  |  |  |  |  |    |     |  |  | Punti | Pos. |
| ---- | -------- |  |  |  |  |  |  |  |  |  |  |  |  |  |  |  |  |  |  |  |  |  |  | -- | --- |  |  | ----- | ---- |
| 1998 | Kawasaki |  |  |  |  |  |  |  |  |  |  |  |  |  |  |  |  |  |  |  |  |  |  | 16 | Rit |  |  | 0     |      |

| 1999 | Moto     |  |  |  |  |  |  |  |  |  |  |  |  |  |  |  |  |  |  |  |  |  |  |  |  |   |   | Punti | Pos. |
| ---- | -------- |  |  |  |  |  |  |  |  |  |  |  |  |  |  |  |  |  |  |  |  |  |  |  |  | - | - | ----- | ---- |
| 1999 | Kawasaki |  |  |  |  |  |  |  |  |  |  |  |  |  |  |  |  |  |  |  |  |  |  |  |  | 6 | 8 | 18    | 27º  |

| 2000 | Moto     |  |  |  |  |     |   |  |  |  |  |  |  |  |  |  |  |  |  |  |  |  |  |  |  |  |  | Punti | Pos. |
| ---- | -------- |  |  |  |  | --- | - |  |  |  |  |  |  |  |  |  |  |  |  |  |  |  |  |  |  |  |  | ----- | ---- |
| 2000 | Kawasaki |  |  |  |  | Rit | 7 |  |  |  |  |  |  |  |  |  |  |  |  |  |  |  |  |  |  |  |  | 9     | 37º  |

| 2001 | Moto     |  |  |  |  |  |  |     |   |  |  |  |  |  |  |  |  |  |  |  |  |  |  |  |  |  |  | Punti | Pos. |
| ---- | -------- |  |  |  |  |  |  | --- | - |  |  |  |  |  |  |  |  |  |  |  |  |  |  |  |  |  |  | ----- | ---- |
| 2001 | Kawasaki |  |  |  |  |  |  | Rit | 3 |  |  |  |  |  |  |  |  |  |  |  |  |  |  |  |  |  |  | 16    | 29º  |

| Legenda | 1º posto        | 2º posto            | 3º posto           | A punti      | Senza punti        | Grassetto – Pole position Corsivo – Giro più veloce |
| Legenda | Gara non valida | Non qual./Non part. | Ritirato/Non class | Squalificato | '-' Dato non disp. | Grassetto – Pole position Corsivo – Giro più veloce |

### Motomondiale
| 2003 | Classe | Moto     |    |  |  |  |  |  |  |  |  |  |  |  |    |  |  |  | Punti | Pos. |
| ---- | ------ | -------- | -- |  |  |  |  |  |  |  |  |  |  |  | -- |  |  |  | ----- | ---- |
| 2003 | MotoGP | Moriwaki | 19 |  |  |  |  |  |  |  |  |  |  |  | 18 |  |  |  | 0     |      |

| Legenda | 1º posto        | 2º posto            | 3º posto            | A punti      | Senza punti        | Grassetto – Pole position Corsivo – Giro più veloce |
| Legenda | Gara non valida | Non qual./Non part. | Ritirato/Non class. | Squalificato | '-' Dato non disp. | Grassetto – Pole position Corsivo – Giro più veloce |